# Dan Gardner
Dan Gardner (* 8. April 1968) ist ein kanadischer Journalist und Sachbuchautor.

## Leben
Gardner studierte Rechtswissenschaft an der Osgoode Hall Law School (LL.B., 1992) und Geschichte an der York University (M.A., 1995). Danach arbeitete er als Angestellter für einen Politiker. Seit 1997 ist er in der Redaktion des Ottawa Citizen. Er wurde für die meisten wichtigen journalistischen Preise in Kanada nominiert und hat einige gewonnen. Derzeit ist er ein Kolumnist. Er bezeichnet sich selbst weder als liberal noch als konservativ.
Gardner lebt in Ottawa mit seiner Frau und seinen drei Kindern.

## Arbeit
Nachdem Gardner 2005 Paul Slovic begegnet war, begann er die Arbeit an seinem 2008 erschienenen Buch Risk: The Science and Politics of Fear. Es erschien in 11 Ländern und 7 Sprachen und war ein Bestseller im Vereinigten Königreich und in Kanada. Das Buch dreht sich um Risikowahrnehmung und wurde von Slovic gelobt.
Sein zweites Buch erschien 2010 unter dem Namen Future Babble. Es geht darin um die Frage, warum Prognosen häufig Vertrauen geschenkt wird, obwohl sie falsch sind. Philip Tetlock und Steven Pinker zeigten sich von dem Buch begeistert.

## Bücher
- Risk: The Science of Fear. Virgin Books, 2008. ISBN 1905264151.
- Future Babble: Why Expert Predictions Fail – and Why We Believe Them Anyway. McClelland & Stewart, 2010. ISBN 0771035195.